# Paropsivora asiatica
Paropsivora asiatica är en tvåvingeart som beskrevs av Hiroshi Shima 1994. Paropsivora asiatica ingår i släktet Paropsivora och familjen parasitflugor.
Artens utbredningsområde är Thailand. Inga underarter finns listade i Catalogue of Life.